# O Livro Tibetano dos Mortos
Bardo Thodöl (em tibetano: བར་དོ་ཐོས་གྲོལ; transliteração Wylie: bar-do thos-grol; AFI: [pʰàrdo tʰǿɖøl], em que bardo é "transição" e thodol é "libertação"), denominado também de A Grande Libertação Pela Auscultação Durante os Estados Intermediários ou Liberação Através da Escuta, é um texto pertencente a um corpus maior de ensinamentos, o "Darma Profundo da Autoliberação Através da Meditação nos Deuses Pacíficos e Irados". No Ocidente, é chamado de O Livro Tibetano dos Mortos, como referência ao Livro dos Mortos do Antigo Egito.
É um texto tido como sagrado no Tibete, cuja intenção é guiar a consciência de uma pessoa através de momentos a serem experienciados por ela após a morte – intervalo, segundo o texto, compreendido entre a morte e o renascimento. Além disso, o livro contém capítulos que abordam os sinais da morte e os rituais a serem realizados para o funeral do corpo. Seu conteúdo é fundamental para os processos de iniciação das escolas budistas tibetanas.
Pertencente à literatura Nyingma, é o texto tibetano mais célebre e difundido internacionalmente. A tradição do budismo tibetano considera-o como um dos maiores "tesouros da terra" (gter ma), cuja compilação, datada do século VIII d.c., se atribui ao grande mestre do Tibete, Padmasambhava. Por ordem sua, o livro foi escondido para que no futuro fosse encontrado. Assim, em meados do século XIV, como almejado, o tertön (que em tibetano significa "descobridor de tesouros da prática budista"), Karma Lingpa (1326–1386), o encontrou no interior de uma gruta nos arredores do Himalaia. 
No Ocidente, foi dado a conhecer pela primeira vez em 1927, através da tradução de W. Y. Evans-Wentz para o inglês.

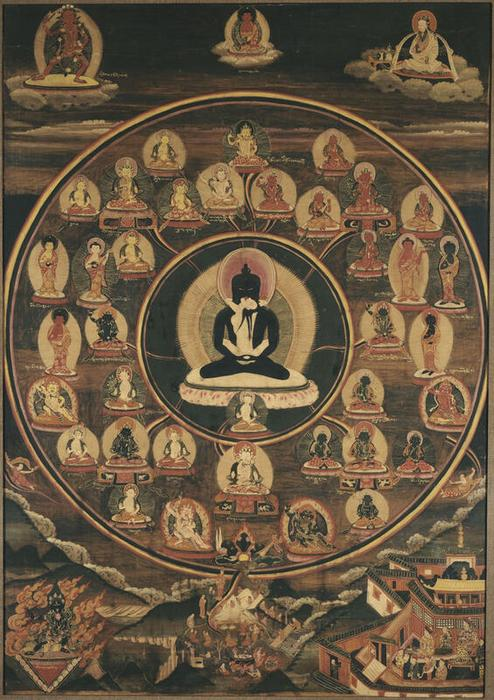
Ilustração tradicional tibetana sobre o vislumbre das Divindades Pacíficas no plano do pós-morte, segundo o Livro Tibetano dos Mortos, Bardo Thodöl.

## História
Não se sabe ao certo há quantos milênios surgiu o conteúdo do Bardo Thodöl. Trata-se de uma tradição oral, transmitida ao longo do tempo, não existindo registros de sua origem. Oriunda da antiga religião Bön, a análise e compilação a partir de várias versões do livro somente ocorreu no século VIII d.c., com supervisão de Padmasambhava (o grande santo Guru Rinpoche, o primeiro lama, tido pela sociedade tibetana como a segunda encarnação de Sidarta Gautama, o Buda).
O Livro Tibetano dos Mortos afirma não apenas que a consciência persista após a morte, mas também que é possível morrer de modo que seja atingido a clareza da consciência e a compreensão do real.
Na tradição tibetana, o livro é lido por um monge a um moribundo, geralmente em voz alta, e continua a ser recitado por 49 dias (7 semanas) mesmo após seu falecimento. Os tibetanos acreditam que ainda após a morte o princípio de consciência permanece em contato com o local de falecimento e ainda pode assimilar as mensagens transmitidas pelo monge. Dessa forma, acredita-se que uma pessoa que passe pela "grande cirurgia da morte" com conhecimento sobre "o outro lado da vida" pode, como indica o livro, saber como se conduzir nos diferentes estados de consciência nos planos pós-morte.
Nesse sentido, o Livro dos Mortos do Antigo Egito possui intenção semelhante: auxiliar o moribundo na passagem pelo limiar da morte e servir como guia para a vida da alma.

O livro foi revelado ao ocidente pelo doutor T. W. Evans-Wentz, pesquisador da Universidade de Oxford, que traduziu e examinou seu conteúdo, lançando-o em 1927, e alcunhando-o de "Livro Tibetano dos Mortos". Em uma de suas edições, C. G. Jung escreve um prefácio analisando o texto a partir de um ponto de vista psicológico. Jung declara ter sido um leitor assíduo do livro, devendo a ele muitas de suas ideias fundamentais. Ao afirmar que este livro "revela os profundos segredos da alma", ele declara:  
"Todo leitor sério forçosamente irá perguntar-se se estes antigos sábios lamas, afinal de contas, não poderiam ter vislumbrado mesmo outras dimensões, arrancando com isso o véu de um dos maiores mistérios da vida." 

## Conteúdo do livro
O conhecimento do texto, reconhecido como sendo uma das quintessências da filosofia mahaiana, é um poderoso guia para a consciência do moribundo atravessar os cambiantes fenômenos dos reinos pós-morte (os estados de consciência que continuam por, no mínimo, 49 dias após a morte, seguindo até a próxima encarnação). Segundo observa Evans-Wentz, o Bardo Thödol é um processo de iniciação cujo propósito é restaurar, no espírito do desencarnado, a divindade que ele perdeu ao nascer. O livro, em linguagem ricamente alegórica, além de alertar o espírito a guiar-se pelo grande caminho da libertação (que, segundo o budismo, significa a libertação  de permanecer no eterno retorno dos ciclos de sofrimento do samsara), o livro o prepara para uma descida rumo à existência física – rumo ao renascimento.

Segundo o texto, a experiência do pós-morte surge como se a consciência despertasse de um sono profundo. O livro declara que, após a morte, a consciência se confronta com várias memórias, cenas, visões e aparições. Em cada um dos planos ocorre experiências e visões distintas e por vezes aterradoras. Assim, a leitura ritualística aconselha ao moribundo a atravessar todo o processo com total tranqüilidade e consciência desperta. Segundo o comentário do 14º Dalai-Lama: 
"O importante não é somente a preparação para um renascimento futuro mais elevado, mas também, e num sentido ainda mais fundamental, a preparação pessoal do indivíduo para usar sua própria morte e os estados a ela subsequentes como meios para alcançar a emancipação da consciência."
Para tanto, o livro indica que é necessário obter a seguinte compreensão: após a morte, tudo o que ver e experienciar lhe parecerá real, embora se trate fundamentalmente do conteúdo de sua própria mente projetado e tornado perceptível tal como se fosse realidade - ou seja, tudo o que vivenciar não será outra coisa senão suas próprias formas-pensamento. Assim, no plano do pós-morte, a consciência experiencia a vida a qual acabara de viver, mas sob uma nova perspectiva: em lugar de experienciar a realidade a partir de si e suas percepções, a consciência vivencia sua memórias a partir da realidade ao qual experienciou. Ao longo da leitura, o texto adverte sempre que as visões são apenas a projeção e emanação de sua própria consciência.
O livro insiste que a pessoa deve compreender que a primeira visão que lhe acometer, a percepção da irradiante "Clara Luz Primordial", é a visão do insight da consciência sobre a essencialidade de teu próprio ser - um vislumbre sobre as visões que emanam de sua própria mente. Assim, o livro atenta o moribundo a não se abalar com este vislumbre e a se identificar com ele. Caso não sinta afinidade, o livro preparando-o para a apreensão de visões subsequentes.
Segundo essa tradição, a única verdade é a Clara Luz, ou seja, o que se manifesta do vazio, pura consciência irradiante. Concentrar-se nessa Luz, e somente nela, é abandonar todos os afetos do Ego e atingir a consciência supramundana universal, a iluminação do Nirvana. Caso o espírito não tenha atingido a plena compreensão do processo, a alma acabará por cair novamente no mundo fenomênico e retornará ao ciclo samsárico de renascimentos.

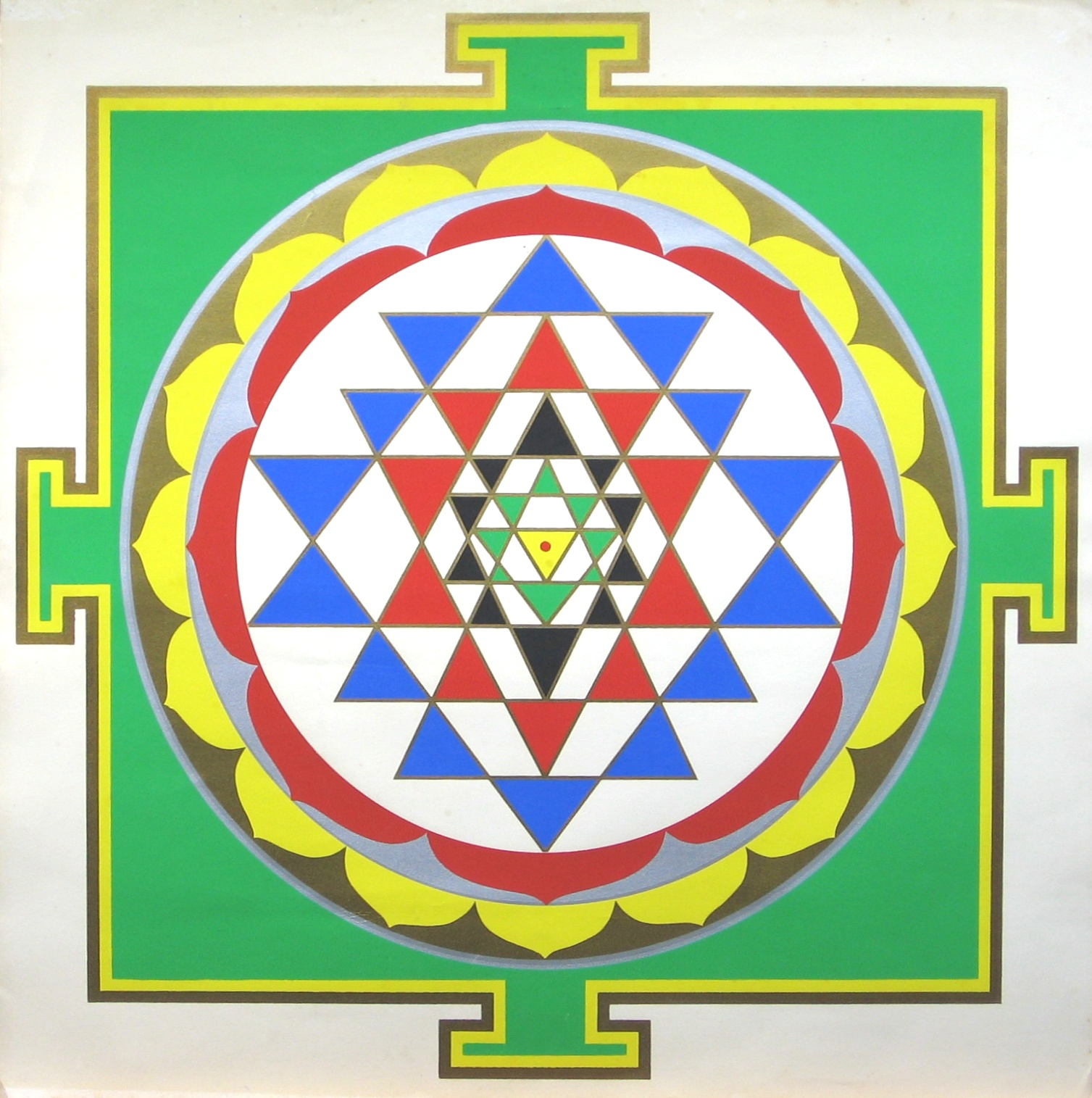
Yantra. Servindo como a representação matricial das manifestações, acredita-se que os yantras místicos revelam a base interna e matricial das formas do universo. Ele é tido também como a representação simbólica do aspecto de divindades.

Segundo o texto, o conteúdo da mente projetado e tornado visível dependerá das crenças e criações mentais anteriores. Assim cada pessoa obterá experiências totalmente diferentes umas das outras.
As formas e imagens descritas no livro são adaptadas à cultura tibetana, que possui uma visão própria do que ocorrerá após a morte. Por isso, o texto considera que o tibetano terá experiências típicas de seus costumes religiosos, mas o que está descrito pode variar de pessoa para pessoa e, consequentemente, de cultura para cultura, pois isso depende das experiências e concepções dos recém-desencarnados. Dessa forma, os cristãos ortodoxos, por exemplo, poderão ter visões sobre o purgatório, o inferno ou mesmo o paraíso. Tudo isso varia de acordo com a história, as crenças, memórias, pensamentos, sentimentos e expectativas com que cada um tem em vida.

O livro tem como objetivo último anular a queda da consciência que, alienada de si pelo egoísmo, perambula pelo caminho da ignorância por efeito da heresia da separatividade, procurando estabelecer na consciência a reconciliação com a unicidade absoluta (o Macrobios gnóstico), a Realidade Fundamental. O Bardo Thodol é um guia para aquele que não teve oportunidade de praticar em vida a percepção e o reconhecimento da essencialidade da mente. O livro é um guia para que o recém-falecido não se perca em suas próprias criações mentais e não caia em reinos inferiores de grande ignorância e sofrimento. Em um contexto mais amplo, o Bardo Thodol é um guia de transferência de consciência, uma prática conhecida como Powa. A consciência do falecido pode ser conduzida para uma "terra pura", onde ele tem a oportunidade de praticar e reconhecer a natureza da mente, da qual ele teve um vislumbre como Clara Luz no início do Chikhai Bardo, o bardo do momento da morte.
"Se, através da sala da Sabedoria, pretendes alcançar a bem-aventurança, fecha completamente seus sentidos para a grande heresia da separatividade, que te abstém do Todo."   H. Blavatsky, em A Voz do Silêncio.

"183. Evitar todo o mal, cultivar o bem e purificar a mente - Este é o ensinamento dos Buddhas". Conforme Gautama, o Buda, ensina nos versos de Dhammapada.

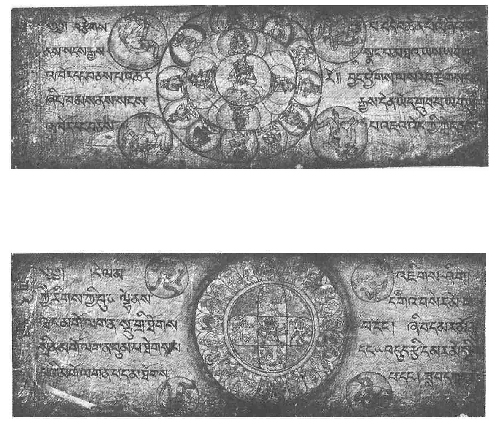
Cópia dos manuscritos originais do Livro Tibetano dos Mortos

### Os seis bardos
O Bardo Thodöl distingue seis bardos (estados de consciência). Em cada um dos bardos, a experiência do ser senciente tem qualidades distintas. Todos esses estados são intermediários, sendo possível, à consciência, distingui-los. A percepção do contraste entre um bardo e outro torna-se possível através do desenvolvimento da lucidez.
Segundo a tradição tibetana, existem técnicas de meditação específicas que correspondem a cada um desses estados de consciência com intuito de conduzir a consciência à percepção das qualidades fundamentais da mente e seus fenômenos. Os três bardos do estados intermediários de consciência no plano pós-morte sãoː
- O Chikhai Bardo ou "bardo do momento da morte"ː é o bardo dos acontecimentos psíquicos no momento da morte, onde surge a experiência com a "Clara Luz Primordial", uma espécie de vislumbre efusivo da essencialidade da consciência.
- O Chönyid Bardo ou "bardo da experimentação da realidade"ː trata do estado de sonho que começa logo após a morte, o qual pode ser compreendido como a fase do surgimento das "ilusões cármicas" decorrentes das ações, pensamentos e experiências em vida.
- O Sidpa Bardo ou "bardo do renascimento"ː se refere aos impulsos e desejos de renascimento e aos estados psicológicos pré-natais.

O livro também menciona três outros bardos, ou estados intermediários de consciência no plano da vidaː
- O Rang bzhin Bardo – bardo da "vida", ou o estado de consciência desperta comum;
- O Bsam gtan Bardo – bardo do dhyana, ou estado de meditação profunda;
- O Rmi-lam Bardo – bardo do "sonho", o estado de sonho durante o sono normal.

A identificação da consciência com a Clara Luz pode ser entendida como o sétimo estado de consciência ou supra estado de consciência, o estado de pura quiescência.
"Ó nobre filho, ouça atentamente sem distrair-te. Existem seis estados de Bardo, que são: o estado natural do Bardo durante a vida; o Bardo do estado onírico (durante o sono); o Bardo do equilíbrio extático (da profunda meditação); o Bardo do momento da morte (Chikhai Bardo); o Bardo da experiência da Realidade (Chönyid Bardo); o Bardo do processo inverso da existência samsárica (ou o bardo do renascimento, Sidpa Bardo)... Ó nobre filho, é chegado o momento daquilo que denominam "morte"... Não te apegues mais a esta vida por fraqueza ou covardia... Não sejas fraco, não te apegues... Lembra-te que a preciosa verdade, agora, a ti se revelará..."  [p 71/72]

"237. A tua vida chegou agora ao fim; estás avançando para a presença de Yama, o rei da morte. No caminho não há nenhum lugar para descansares, no entanto não arranjaste provisões para a tua viagem!" Gautama, o Buda, em Dhammapada.

## Fundamentos
O livro aborda os seguintes fundamentosː

#### 1) A eternidade da consciência
A eternidade da consciência: a consciência que perfaz a realidade para si mesma persiste após a morte. Essa ideia é abordada em todo o livro, onde enfatiza claramente que a verdade não pode ser encontrada na rede de ilusões do mundo, mas apenas no esplendor da percepção dos planos superiores, que se dá através da ascensão da consciência (através do profundo conhecimento de si). Tanto o hinduísmo quanto o budismo afirmam que a rede de ilusões do mundo é gerada pelos "infinitos e sedutores tentáculos" da deusa Mahamaya, o Brahman dos Rishis, o Sonhador de Maya, o Tecelão da Teia das Aparências, a vida imersa na rede de ilusão do infinito ciclo de nascimentos e mortes – a consciência alienada vagando no Samsara.

#### 2) Planos de existência
A existência de outros planos de realidade além do plano físico. O Bardo Thodöl descreve os diversos estágios ou níveis de percepção que se dão pela "ascensão" ou "queda" da consciência. Os planos de existência podem ser tomados como os planos onde a consciência se atém e está imersa.

#### 3) A Clara Luz Primordial
Uma metáfora para descrever a percepção da manifestação da essência da consciência, da qual o livro chama de Clara Luz Primordial – a "luz que há no fim do túnel", como relatado em algumas experiências de quase-morte. O livro dizː "o teu ego e teu nome estão em fins de acabar. Estás pondo-te em frente à maravilhosa Clara Luz Primordial". Para os lamas tibetanos, a compreensão da Clara Luz é o despertar do ser para a percepção de sua verdadeira natureza; é a percepção da luz que surge da essencialidade de si (rigpa nu). Através da identificação com este esplendor, o espírito obtém plena clareza sobre a realidade da consciência. O livro fala da existência da Clara Luz, mas vai além: diz que os níveis dessa luminosidade se estendem pelos seis bardos de existência.

#### 4) A experiência da verdade
O livro afirma que a consciência adquire um estado de transcendência pura através do contato com a Clara Luz, "quando o corpo e a mente se separam, experimentas uma rápida visão da Verdade pura, sutil, radiante, brilhante, vibrante, gloriosa". Esta experiência está associada à vasta e clara percepção da realidade através da desobstrução da consciência.

#### 5) A compreensão da realidade
O princípio da compreensão da realidade, do vazio supraessencial: ausência de formas, objetos, tempo e espaço. "Não pensamento, não visão, não cor. É vazio". "Esse vazio não é o nada", afirma o livro; mas é pleno de consciência e realidade – “O intelecto brilhante é silencioso, inabalável e cheio de felicidade. Este é o estado da perfeita iluminação, a final assimilação da Clara Luz”.

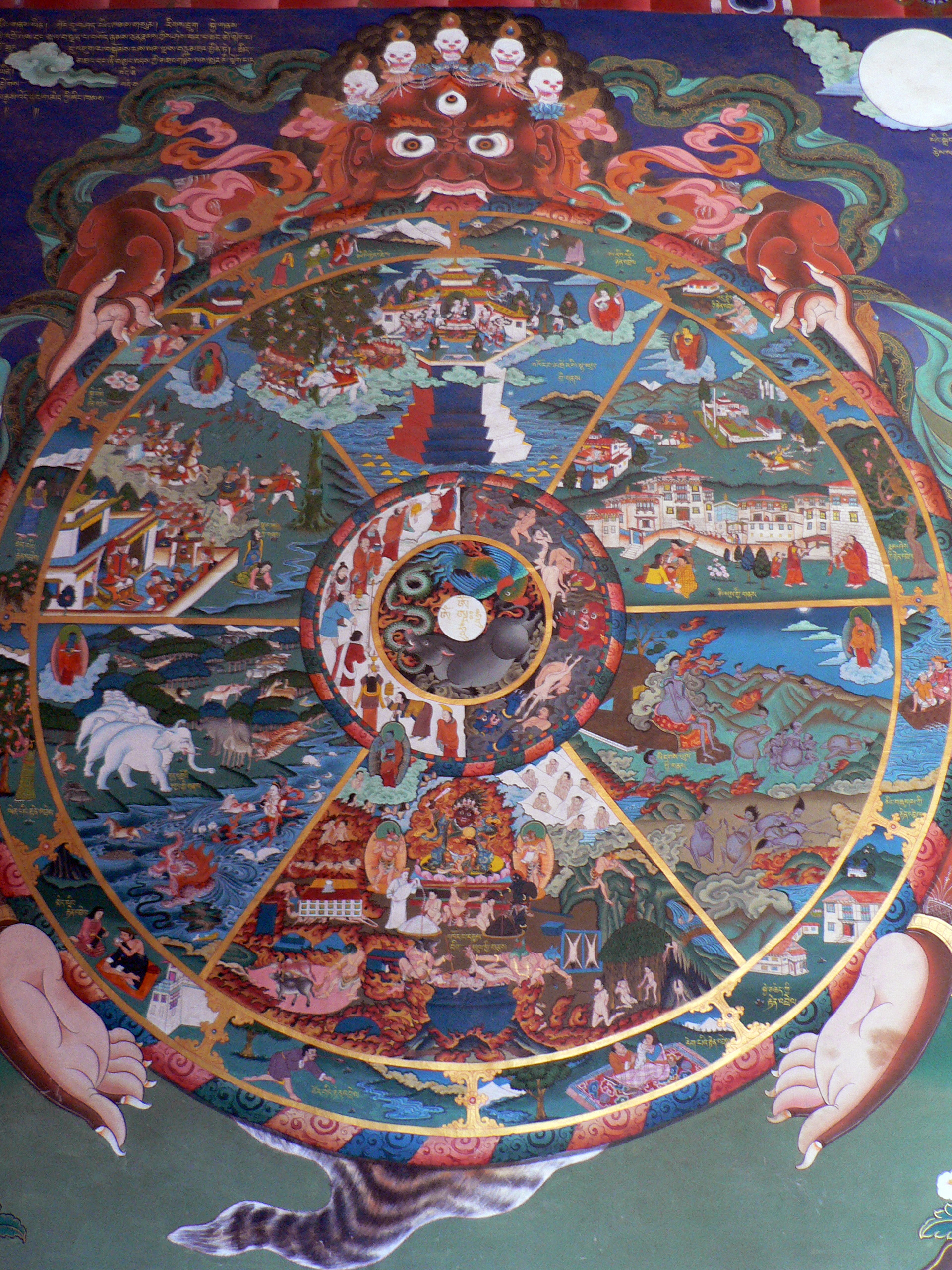
Pintura tradicional tibetana que ilustra a Roda da Vida e os reinos do Samsara.

#### 6) A perda do ego
Há três estados de perda dos invólucros ou camadas da consciência (das quais uma delas, para o espiritismo, se denomina perispírito), ou seja, três diferentes formas de expressar a individualidade no plano objetivo: etérico, astral e mental. "Agora vais experimentar três bardos. Três estados de perda do ego". O que o livro chama de "jogos de alucinações fantasticamente variados” são as formas percebidas por aqueles que acabaram de morrer, isto é, a visão das formas-pensamentos vividas e experimentadas nesta sua última vida. Segundo o livro, vemos aquilo que criamos mentalmente ao longo da vida. "Para ti, é suficiente saber que estas aparições são as formas de teus próprios pensamentos". Em outra parte, o livro ressalta que a libertação do jogo ilusório da existência é possível através da observação das formas psicológicas que atravessam nossa mente: "medita calmamente sobre o conhecimento de que estas visões são emanações de tua própria consciência. Desta maneira, podes obter conhecimento próprio e libertar-te. No retorno ao plano dos nascimentos e mortes, a alma aguarda sua libertação".

#### 7) O renascimento
O Livro Tibetano dos Mortos declara – assim como a TVP (Terapia de Vidas Passadas) – que é possível prever a personalidade da próxima vida, segundo o fluxo kármico do espírito. O Bardo Thodöl não dá detalhes sobre isso, mas indica: "É chegado o tempo de retornar. Faça a seleção de tua futura personalidade de acordo com os melhores ensinamentos. Escuta bem: os sinais e características do nível de existência a porvir aparecerão ante a ti em sinais premonitórios. Reconheça-os”.

#### 8) A união com um feto
Pouco antes do nascimento, o futuro encarnado se vê compelido e desejando unir-se a um feto. Nesse sentido, o Livro Tibetano dos Mortos faz a seguinte afirmação: "Teu estado mental agora afetará seu posterior nível de ser". Isso prediz que, antes do nascimento, e mesmo antes da fase intrauterina, nosso estado mental e nossa predisposição psíquica podem influenciar a geração do feto, o nascimento e as tendências futuras. Neste caso, é notório observar as semelhanças destas ideias com as atuais pesquisas psicológicas sobre processos de regressão analítica à fase intrauterina.